# Piotr Dranga
Piotr Dranga (né le 8 mars 1984 à Moscou) est un accordéoniste russe. 

## Biographie
Son père est professeur d'accordéon à l’Académie musicale de Russie Gnessine.
En 1990, il entre à l’école de musique Riсhter.
En 1996, il devient lauréat du sixième concours d’accordéon de Moscou. Il s’est également vu décerner un prix du concours d’accordéonistes à Castelfidardo (Italie) en octobre de la même année.
En 2002, il part dans le Caucase du Nord. Il crée un studio et le collectif instrumental et vocal «Overdrive» à son retour.
Dranga donne des récitals depuis 2004. Son premier concert à Moscou a lieu le 1er avril 2008 pour présenter son premier album, dont le nom est 23.
« Piotr Dranga intègre avec plaisir le tango, le latin, la scène française des années trente du siècle passé, et il présente le pop produit bien mûri.
Dans ses propres compositions, on peut entendre les reminiscences d’œuvres d’Andrey Petrov, de chansons d’Alla Pugacheva et de tangos d’Astor Piazzolla. Cependant, Dranga sait individualiser même de telles sources. Par exemple, dans la mélodie La Gaucho Danse (du film La soirée d’hivers en Gagres), il s'oriente vers plusieurs styles latins à la fois, s’approchant même aisément vers l’acide jazz », a écrit le journaliste de Newsmusic après la présentation de son album.